# 岳麓大道

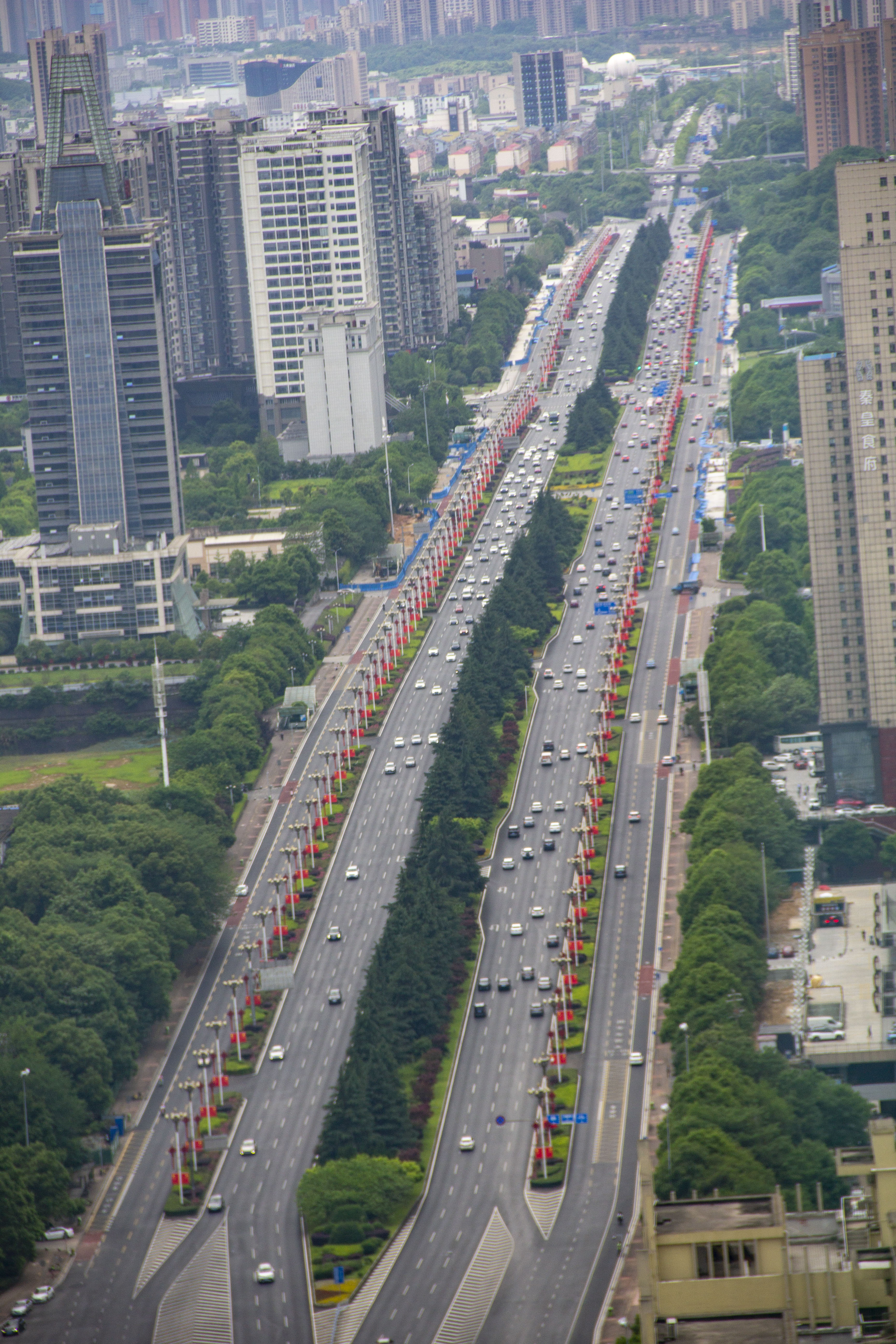
岳麓大道

岳麓大道为长张高速长益段连接线，北起望城区黄金镇廖家坪村，南至银盆岭大桥引桥银北立交桥，全长约17.5公里。
岳麓大道原为长益高速配套工程，双向4车道，路段原西起长张高速收费站，东至银盆岭大桥引桥，全长3.8公里，于1998年通车。2004年7月1日第一次拓改通车，全线由原双向4车道改为8车道，二侧附带绿化带和专用公共汽车道；沿途设7个地下通道，银北立交桥加宽1倍。地下通道分布于望岳路口、湘麓山庄附近、金星路口、长沙市政府东西两侧、毛泽东文学院岳华路口等地段建4座地下人行通道和3座机动车下穿桥涵。第二次拓展向西延伸14.2公里，在原长益高速路面基础上改造，高速公路收费站西移14公里，工程于2009年5月31日开工，东向7公里主车道于2009年11月25日通车，2010年7月20日全线通车。